# Helcogramma aquilum
Helcogramma aquilum és una espècie de peix de la família dels tripterígids i de l'ordre dels perciformes.

## Morfologia
- Els mascles poden assolir 4 cm de longitud total.[4][5]

## Hàbitat
És un peix marí de clima tropical que viu fins als 6 m de fondària.

## Distribució geogràfica
Es troba a Guam i a les Filipines.